# Даминов, Дим Абдрахманович
Дим Абдрахманович Даминов (баш. Дим Абдрахман улы Дәминев; 1942—1994) — башкирский поэт и переводчик, журналист. Член Союза писателей (1982) и Союза журналистов Башкирской АССР.

## Биография
Даминов Дим Абдрахманович родился 21 июня 1942 года в деревне 2-я Зубочистка Чкаловской области.
В 1964 году окончил Оренбургский педагогический институт. Преподавал в школах Домбаровского района.
В 1965—1974 годах работал в редакциях районных и областных газет Оренбургской области.
С середины 1970-х годов проживал в Уфе. С 1975 года трудовая деятельность Дима Даминова связана с газетой «Вечерняя Уфа»:
- в 1975—1977 работал заведующим отдела газеты;
- в 1977—1978 являлся заместителем ответственного секретаря газеты;
- в 1978—1979 годах — ответственный секретарь газеты.

С 1979 года являлся редактором, а с 1981 года — главным редактором Башкирского книжного издательства.
С 1991 года работал в должности ответственного секретаря в газете «Истоки».

## Творческая деятельность
Впервые опубликовал стихи в поэтическом сборнике «К другу», который был издан в Челябинске в 1973 году. В 1977 году был издан первый сборник стихов «Возвращение» («Ҡайтыу»). Для произведений Дима Даминова характерно тонкое лирическое мироощущение, метафоричность, отточенность форм, яркая индивидуальность.
Является автором книги «Перекличка», который был издан в 1984 году. В книгу были включены очерки о жизни и творчестве поэтов, погибших на фронтах Великой Отечественной войны (Х. Кунакбая, Б. Мукамая, М. Хая) и их произведения в переводе на русский язык. Также Димом Даминовым были осуществлены переводы на русский язык романа «Май ямғыры» («Майский дождь», 1988) Акрама Вали, стихотворений М. Гафури, Г. Гумера, А. Игебаева, С. Кудаша и других. Кроме этого Дим Даминов перевёл ряд башкирских народных сказок и песен, которые вошли в свод «Башкирское народное творчество».

## Память
- В школе села Чесноковка Переволоцкого района Оренбургской области, в котором учился поэт, создан его уголок-музей.